# Grand Prix moto d'Aragon 2025
Le Grand Prix moto d'Aragon 2025 est la huitième manche du championnat du monde de vitesse moto 2025.
Cette 15e édition du Grand Prix moto d'Aragon se déroule du 6 juin au 8 juin sur le Circuit Motorland Aragon à Alcañiz.

## Classements MotoGP

### Course sprint
| Pos.                                                       | No. | Pilote                | Equipe                            | Constructeur | Tours | Temps/Ecarts | Grille | Points |
| ---------------------------------------------------------- | --- | --------------------- | --------------------------------- | ------------ | ----- | ------------ | ------ | ------ |
| 1                                                          | 93  | Marc Márquez          | Ducati Lenovo Team                | Ducati       | 11    | 19:43.02     | 1      | 12     |
| 2                                                          | 73  | Álex Márquez          | BK8 Gresini Racing MotoGP         | Ducati       | 11    | +2.080       | 2      | 9      |
| 3                                                          | 54  | Fermín Aldeguer       | BK8 Gresini Racing MotoGP         | Ducati       | 11    | +4.630       | 7      | 7      |
| 4                                                          | 21  | Franco Morbidelli     | Pertamina Enduro VR46 Racing Team | Ducati       | 11    | +5.944       | 3      | 6      |
| 5                                                          | 37  | Pedro Acosta          | Red Bull KTM Factory Racing       | KTM          | 11    | +6.095       | 5      | 5      |
| 6                                                          | 49  | Fabio Di Giannantonio | Pertamina Enduro VR46 Racing Team | Ducati       | 11    | +6.379       | 10     | 4      |
| 7                                                          | 12  | Maverick Viñales      | Red Bull KTM Tech3                | KTM          | 11    | +7.213       | 8      | 3      |
| 8                                                          | 72  | Marco Bezzecchi       | Aprilia Racing                    | Aprilia      | 11    | +8.343       | 20     | 2      |
| 9                                                          | 33  | Brad Binder           | Red Bull KTM Factory Racing       | KTM          | 11    | +9.982       | 6      | 1      |
| 10                                                         | 25  | Raúl Fernández        | Trackhouse Racing                 | Aprilia      | 11    | +11.427      | 13     |        |
| 11                                                         | 20  | Fabio Quartararo      | Monster Energy Yamaha MotoGP Team | Yamaha       | 11    | +13.331      | 9      |        |
| 12                                                         | 63  | Francesco Bagnaia     | Ducati Lenovo Team                | Ducati       | 11    | +14.017      | 4      |        |
| 13                                                         | 43  | Jack Miller           | Prima Pramac Racing               | Yamaha       | 11    | +16.494      | 14     |        |
| 14                                                         | 42  | Álex Rins             | Monster Energy Yamaha MotoGP Team | Yamaha       | 11    | +17.202      | 15     |        |
| 15                                                         | 88  | Miguel Oliveira       | Prima Pramac Racing               | Yamaha       | 11    | +18.287      | 16     |        |
| 16                                                         | 5   | Johann Zarco          | LCR Honda Castrol                 | Honda        | 11    | +19.284      | 12     |        |
| 17                                                         | 23  | Enea Bastianini       | Red Bull KTM Tech3                | KTM          | 11    | +19.841      | 17     |        |
| 18                                                         | 32  | Lorenzo Savadori      | Aprilia Racing                    | Aprilia      | 11    | +23.763      | 19     |        |
| 19                                                         | 35  | Somkiat Chantra       | LCR Honda Idemitsu                | Honda        | 11    | +31.069      | 21     |        |
| Abd.                                                       | 7   | Augusto Fernández     | Monster Energy Yamaha MotoGP Team | Yamaha       | 8     | Abandon      | 18     |        |
| Abd.                                                       | 36  | Joan Mir              | Honda HRC Castrol                 | Honda        | 2     | Abandon      | 11     |        |
| Meilleur tour du Sprint: Álex Márquez (1:46.906 au tour 4) |     |                       |                                   |              |       |              |        |        |
| Rapport officiel                                           |     |                       |                                   |              |       |              |        |        |

### Course principale
| Pos.                                                        | No. | Pilote                | Equipe                            | Constructeur | Tours | Temps/Ecarts | Grille | Points |
| ----------------------------------------------------------- | --- | --------------------- | --------------------------------- | ------------ | ----- | ------------ | ------ | ------ |
| 1                                                           | 93  | Marc Márquez          | Ducati Lenovo Team                | Ducati       | 23    | 41:11.19     | 1      | 25     |
| 2                                                           | 73  | Álex Márquez          | BK8 Gresini Racing MotoGP         | Ducati       | 23    | +1.107       | 2      | 20     |
| 3                                                           | 63  | Francesco Bagnaia     | Ducati Lenovo Team                | Ducati       | 23    | +2.029       | 4      | 16     |
| 4                                                           | 37  | Pedro Acosta          | Red Bull KTM Factory Racing       | KTM          | 23    | +7.657       | 5      | 13     |
| 5                                                           | 21  | Franco Morbidelli     | Pertamina Enduro VR46 Racing Team | Ducati       | 23    | +10.363      | 3      | 11     |
| 6                                                           | 54  | Fermín Aldeguer       | BK8 Gresini Racing MotoGP         | Ducati       | 23    | +11.889      | 7      | 10     |
| 7                                                           | 36  | Joan Mir              | Honda HRC Castrol                 | Honda        | 23    | +14.938      | 11     | 9      |
| 8                                                           | 72  | Marco Bezzecchi       | Aprilia Racing                    | Aprilia      | 23    | +16.022      | 20     | 8      |
| 9                                                           | 49  | Fabio Di Giannantonio | Pertamina Enduro VR46 Racing Team | Ducati       | 23    | +18.321      | 10     | 7      |
| 10                                                          | 25  | Raúl Fernández        | Trackhouse Racing                 | Aprilia      | 23    | +19.190      | 13     | 6      |
| 11                                                          | 42  | Álex Rins             | Monster Energy Yamaha MotoGP Team | Yamaha       | 23    | +19.646      | 15     | 5      |
| 12                                                          | 23  | Enea Bastianini       | Red Bull KTM Tech3                | KTM          | 23    | +24.624      | 17     | 4      |
| 13                                                          | 7   | Augusto Fernández     | Monster Energy Yamaha MotoGP Team | Yamaha       | 23    | +25.986      | 18     | 3      |
| 14                                                          | 43  | Jack Miller           | Prima Pramac Racing               | Yamaha       | 23    | +26.761      | 14     | 2      |
| 15                                                          | 88  | Miguel Oliveira       | Prima Pramac Racing               | Yamaha       | 23    | +27.122      | 16     | 1      |
| 16                                                          | 35  | Somkiat Chantra       | LCR Honda Idemitsu                | Honda        | 23    | +37.117      | 21     |        |
| 17                                                          | 32  | Lorenzo Savadori      | Aprilia Racing                    | Aprilia      | 23    | +43.588      | 19     |        |
| 18                                                          | 12  | Maverick Viñales      | Red Bull KTM Tech3                | KTM          | 23    | +86.319      | 8      |        |
| Abd.                                                        | 20  | Fabio Quartararo      | Monster Energy Yamaha MotoGP Team | Yamaha       | 12    | Abandon      | 9      |        |
| Abd.                                                        | 33  | Brad Binder           | Red Bull KTM Factory Racing       | KTM          | 11    | Abandon      | 6      |        |
| Abd.                                                        | 5   | Johann Zarco          | LCR Honda Castrol                 | Honda        | 8     | Abandon      | 12     |        |
| Meilleur tour en course: Marc Márquez (1:46.705 au tour 21) |     |                       |                                   |              |       |              |        |        |
| Rapport officiel                                            |     |                       |                                   |              |       |              |        |        |

## Classement Moto2
| Pos.                                                         | No. | Pilote                  | Equipe                        | Constructeur | Tours | Temps/Ecarts | Grille | Points |
| ------------------------------------------------------------ | --- | ----------------------- | ----------------------------- | ------------ | ----- | ------------ | ------ | ------ |
| 1                                                            | 53  | Deniz Öncü              | Red Bull KTM Ajo              | Kalex        | 19    | 35:12.600    | 3      | 25     |
| 2                                                            | 10  | Diogo Moreira           | Italtrans Racing Team         | Kalex        | 19    | +0.003       | 1      | 20     |
| 3                                                            | 7   | Barry Baltus            | Fantic Racing LINO SONEGO     | Kalex        | 19    | +1.949       | 2      | 16     |
| 4                                                            | 81  | Senna Agius             | Liqui Moly Dynavolt Intact GP | Kalex        | 19    | +5.196       | 13     | 13     |
| 5                                                            | 12  | Filip Salac             | ELF Marc VDS Racing Team      | Boscoscuro   | 19    | +5.926       | 7      | 11     |
| 6                                                            | 44  | Arón Canet              | Fantic Racing LINO SONEGO     | Kalex        | 19    | +6.275       | 4      | 10     |
| 7                                                            | 16  | Joe Roberts             | OnlyFans American Racing Team | Kalex        | 19    | +9.192       | 9      | 9      |
| 8                                                            | 24  | Marcos Ramirez          | OnlyFans American Racing Team | Kalex        | 19    | +9.252       | 15     | 8      |
| 9                                                            | 18  | Manuel González         | Liqui Moly Dynavolt Intact GP | Kalex        | 19    | +9.296       | 18     | 7      |
| 10                                                           | 21  | Alonso López            | Beta Tools Speedrs Team       | Boscoscuro   | 19    | +12.144      | 10     | 6      |
| 11                                                           | 28  | Izan Guevara            | BLU CRU Pramac Yamaha Moto2   | Boscoscuro   | 19    | +14.601      | 16     | 5      |
| 12                                                           | 75  | Albert Arenas           | ITALJET Gresini Moto2         | Kalex        | 19    | +15.442      | 12     | 4      |
| 13                                                           | 96  | Jake Dixon              | ELF Marc VDS Racing Team      | Boscoscuro   | 19    | +15.601      | 14     | 3      |
| 14                                                           | 4   | Iván Ortolá             | QJMOTOR - FRINSA - MSI        | Boscoscuro   | 19    | +17.549      | 20     | 2      |
| 15                                                           | 17  | Daniel Muñoz            | Red Bull KTM Ajo              | Kalex        | 19    | +17.601      | 17     | 1      |
| 16                                                           | 84  | Zonta Van Den Goorbergh | RW - Idrofoglia Racing GP     | Kalex        | 19    | +18.658      | 8      |        |
| 17                                                           | 14  | Tony Arbolino           | BLU CRU Pramac Yamaha Moto2   | Boscoscuro   | 19    | +19.376      | 11     |        |
| 18                                                           | 13  | Celestino Vietti        | Beta Tools Speedrs Team       | Boscoscuro   | 19    | +24.741      | 19     |        |
| 19                                                           | 99  | Adrian Huertas          | Italtrans Racing Team         | Kalex        | 19    | +24.854      | 24     |        |
| 20                                                           | 3   | Sergio García           | QJMOTOR - FRINSA - MSI        | Boscoscuro   | 19    | +26.598      | 23     |        |
| 21                                                           | 11  | Alex Escrig             | KLINT Forward Factory Team    | Forward      | 19    | +32.757      | 22     |        |
| 22                                                           | 92  | Yuki Kunii              | Idemitsu Honda Team Asia      | Kalex        | 19    | +36.701      | 25     |        |
| 23                                                           | 9   | Jorge Navarro           | KLINT Forward Factory Team    | Forward      | 19    | +42.372      | 28     |        |
| 24                                                           | 41  | Nakarin Atiratphuvapat  | Idemitsu Honda Team Asia      | Kalex        | 19    | +102.053     | 27     |        |
| Abd.                                                         | 71  | Ayumu Sasaki            | RW - Idrofoglia Racing GP     | Kalex        | 13    | Abandon      | 21     |        |
| Abd.                                                         | 15  | Darryn Binder           | ITALJET Gresini Moto2         | Kalex        | 5     | Abandon      | 26     |        |
| Abd.                                                         | 27  | Daniel Holgado          | CFMOTO Inde Aspar Team        | Kalex        | 0     | Abandon      | 5      |        |
| Abd.                                                         | 80  | David Alonso            | CFMOTO Inde Aspar Team        | Kalex        | 0     | Abandon      | 6      |        |
| Meilleur tour en course: Diogo Moreira (1:50.327 au tour 18) |     |                         |                               |              |       |              |        |        |
| Rapport officiel                                             |     |                         |                               |              |       |              |        |        |

## Classement Moto3
| Pos.                                                       | No. | Pilote             | Equipe                        | Constructeur | Tours | Temps/Ecarts | Grille | Points |
| ---------------------------------------------------------- | --- | ------------------ | ----------------------------- | ------------ | ----- | ------------ | ------ | ------ |
| 1                                                          | 64  | David Muñoz        | Liqui Moly Dynavolt Intact GP | KTM          | 17    | 33:33.745    | 9      | 25     |
| 2                                                          | 28  | Máximo Quiles      | CFMOTO Gaviota Aspar Team     | KTM          | 17    | +0.050       | 3      | 20     |
| 3                                                          | 83  | Álvaro Carpe       | Red Bull KTM Ajo              | KTM          | 17    | +0.381       | 4      | 16     |
| 4                                                          | 22  | David Almansa      | Leopard Racing                | Honda        | 17    | +0.459       | 7      | 13     |
| 5                                                          | 58  | Luca Lunetta       | SIC58 Squadra Corse           | Honda        | 17    | +0.636       | 2      | 11     |
| 6                                                          | 36  | Ángel Piqueras     | FRINSA - MT Helmets - MSI     | KTM          | 17    | +0.690       | 10     | 10     |
| 7                                                          | 66  | Joel Kelso         | LEVELUP-MTA                   | KTM          | 17    | +0.739       | 8      | 9      |
| 8                                                          | 99  | José Antonio Rueda | Red Bull KTM Ajo              | KTM          | 17    | +0.860       | 1      | 8      |
| 9                                                          | 6   | Ryusei Yamanaka    | FRINSA - MT Helmets - MSI     | KTM          | 17    | +1.160       | 12     | 7      |
| 10                                                         | 14  | Cormac Buchanan    | DENSSI Racing - BOE           | KTM          | 17    | +1.729       | 13     | 6      |
| 11                                                         | 72  | Taiyo Furusato     | Honda Team Asia               | Honda        | 17    | +3.639       | 5      | 5      |
| 12                                                         | 19  | Scott Ogden        | CIP Green Power               | KTM          | 17    | +6.517       | 11     | 4      |
| 13                                                         | 73  | Valentín Perrone   | Red Bull KTM Tech3            | KTM          | 17    | +6.581       | 15     | 3      |
| 14                                                         | 21  | Ruché Moodley      | DENSSI Racing - BOE           | KTM          | 17    | +7.253       | 14     | 2      |
| 15                                                         | 71  | Dennis Foggia      | CFMOTO Gaviota Aspar Team     | KTM          | 17    | +15.449      | 18     | 1      |
| 16                                                         | 55  | Noah Dettwiler     | CIP Green Power               | KTM          | 17    | +22.739      | 24     |        |
| 17                                                         | 10  | Nicola Carraro     | Rivacold Snipers Team         | Honda        | 17    | +22.860      | 16     |        |
| 18                                                         | 54  | Riccardo Rossi     | Rivacold Snipers Team         | Honda        | 17    | +23.415      | 22     |        |
| 19                                                         | 94  | Guido Pini         | Liqui Moly Dynavolt Intact GP | KTM          | 17    | +23.531      | 20     |        |
| 20                                                         | 5   | Tatchakorn Buasri  | Honda Team Asia               | Honda        | 17    | +26.687      | 21     |        |
| 21                                                         | 8   | Eddie O'Shea       | GRYD - Mlav Racing            | Honda        | 17    | +29.640      | 23     |        |
| 22                                                         | 32  | Vicente Perez      | LEVELUP-MTA                   | KTM          | 17    | +48.777      | 17     |        |
| 23                                                         | 89  | Marcos Uriarte     | GRYD - Mlav Racing            | Honda        | 16    | 1 tour       | 25     |        |
| Abd.                                                       | 82  | Stefano Nepa       | SIC58 Squadra Corse           | Honda        | 12    | Abandon      | 19     |        |
| Abd.                                                       | 12  | Jacob Roulstone    | Red Bull KTM Tech3            | KTM          | 7     | Abandon      | 6      |        |
| Meilleur tour en course: Luca Lunetta (1:56.912 au tour 6) |     |                    |                               |              |       |              |        |        |
| Rapport officiel                                           |     |                    |                               |              |       |              |        |        |

## Classements provisoires aux Championnats
Seul le top5 de chaque championnat a l’issue du Grand Prix est présenté ici.

### MotoGP
|   | Pos. | Pilote | Points |
| - | ---- | ------ | ------ |
| - | 1    |        |        |
| - | 2    |        |        |
| - | 3    |        |        |
| - | 4    |        |        |
| - | 5    |        |        |

|   | Pos. | Constructeur | Points |
| - | ---- | ------------ | ------ |
| - | 1    |              |        |
| - | 2    |              |        |
| - | 3    |              |        |
| - | 4    |              |        |
| - | 5    |              |        |

|   | Pos. | Equipe | Points |
| - | ---- | ------ | ------ |
| - | 1    |        |        |
| - | 2    |        |        |
| - | 3    |        |        |
| - | 4    |        |        |
| - | 5    |        |        |

### Moto2
|   | Pos. | Pilote | Points |
| - | ---- | ------ | ------ |
| - | 1    |        |        |
| - | 2    |        |        |
| - | 3    |        |        |
| - | 4    |        |        |
| - | 5    |        |        |

|   | Pos. | Constructeur | Points |
| - | ---- | ------------ | ------ |
| - | 1    |              |        |
| - | 2    |              |        |

|   | Pos. | Equipe | Points |
| - | ---- | ------ | ------ |
| - | 1    |        |        |
| - | 2    |        |        |
| - | 3    |        |        |
| - | 4    |        |        |
| - | 5    |        |        |

### Moto3
|   | Pos. | Pilote | Points |
| - | ---- | ------ | ------ |
| - | 1    |        |        |
| - | 2    |        |        |
| - | 3    |        |        |
| - | 4    |        |        |
| - | 5    |        |        |

|   | Pos. | Constructeur | Points |
| - | ---- | ------------ | ------ |
| - | 1    |              |        |
| - | 2    |              |        |
| - | 3    |              |        |
|   | 4    |              |        |
| - | 5    |              |        |

|   | Pos. | Equipe | Points |
| - | ---- | ------ | ------ |
| - | 1    |        |        |
| - | 2    |        |        |
| - | 3    |        |        |
| - | 4    |        |        |
| - | 5    |        |        |